# Kévin Le Cunff
Kévin Le Cunff (Longjumeau, Isla de Francia, 16 de marzo de 1988) es un ciclista francés miembro del conjunto Team Madras Capesterre Belle-Eau.
Consiguió una medalla de oro en los Juegos Paralímpicos de Tokio 2020 y una de oro y otra de plata en los Juegos Paralímpicos de París 2024.

## Palmarés
2017
- Trophée de l’Essor

2018
- Boucles de l'Aulne[3]